# 平野義久
平野 義久（ひらの よしひさ、1971年12月7日 - ）は、日本の作曲家、編曲家。和歌山県新宮市出身。

## 概要
1992年に渡米しジュリアード音楽院の教授に師事。その後、イーストマン音楽大学に入学した。1999年に帰国後、劇伴音楽の作曲や編曲などを手掛けている。クラシック音楽に深く根ざした優雅な作風からポップスや現代音楽に近い作品も見られる。卓越したオーケストレーション技術に裏付けされた高い音楽性が印象的。
ALI PROJECTの楽曲の編曲やオーケストレーションでも知られる。また、ピアニストの細田真子とBleuというユニットを組んでCDをリリースしている。

## 音楽担当作品

### アニメ
- 2001年 - 爆転シュート ベイブレード
- 2002年 - 七人のナナ
- 2002年 - 花田少年史
- 2003年 - エアマスター[1]
- 2003年 - 遙かなる時空の中で-紫陽花ゆめ語り-
- 2004年 - 美鳥の日々
- 2004年 - せんせいのお時間
- 2004年 - 遙かなる時空の中で-八葉抄-
- 2004年 - 吟遊黙示録マイネリーベ
- 2006年 - 桜蘭高校ホスト部
- 2006年 - Strawberry Panic
- 2006年 - 劇場版 遙かなる時空の中で 舞一夜
- 2006年 - シルクロード少年 ユート
- 2006年 - DEATH NOTE ※タニウチヒデキと共同
- 2006年 - スーパーロボット大戦OG -ディバイン・ウォーズ-
- 2007年 - 鋼鉄神ジーグ
- 2007年 - 遙かなる時空の中で3 紅の月
- 2008年 - 秘密 〜The Revelation〜[2]
- 2008年 - RD 潜脳調査室※タニウチヒデキと共同
- 2009年 - はじめの一歩 New Challenger ※第11話以降はタニウチヒデキと共同
- 2009年 - 戦う司書 The Book of Bantorra
- 2010年 - ブレイク ブレイド
- 2010年 - ちゅーぶら!!
- 2011年 - HUNTER×HUNTER（日本テレビ版）
- 2012年 - 探検ドリランド
- 2013年 - 劇場版 HUNTER×HUNTER 緋色の幻影
- 2013年 - 劇場版 HUNTER×HUNTER -The LAST MISSION-
- 2014年 - 愛・天地無用!
- 2017年 - ちるらん にぶんの壱
- 2017年 - トミカハイパーレスキュー ドライブヘッド 機動救急警察
- 2018年 - 地球との約束
- 2019年 - ゾイドワイルド ZERO
- 2021年 - EDENS ZERO
- 2023年 - Helck[3]

### テレビ・ドラマ
- 2013年 - ぴんとこな ※新屋豊と共同
- 2016年 - ゆとりですがなにか
- 2017年 - ゆとりですがなにか 純米吟醸純情編
- 2017年 - 先に生まれただけの僕
- 2018年 - 花のち晴れ〜花男 Next Season〜 ※メインテーマ・一部劇伴作編曲
- 2018年 - 獣になれない私たち
- 2019年 - わたし、定時で帰ります。 ※新屋豊と共同
- 2020年 - 知らなくていいコト
- 2020年 - JOKE〜2022パニック配信!
- 2022年 - 初恋の悪魔
- 2023年 - ミワさんなりすます

### 映画
- 2023年 - ゆとりですがなにか インターナショナル
- 2023年 - おまえの罪を自白しろ

### Bleu名義作品
- 2002年 - 薔薇の奇蹟
- 2002年 - 25時の音楽
- 2016年 - 10のプレリュード

### 純音楽作品
- 2000年 - Variations on the Overture from “Die Meistersinger von Nürnberg”
- 2006年 - 宮沢賢治『銀河鉄道の夜』に基づく"コント"
- 2008年 - Death Note Concertino
- 2012年 - 弦楽四重奏「DESCENDING DRAGON」
- 2015年 - ピアノソナタ
- 2015年 - サックス四重奏のための「サン・ナルシソ・カプリッチオ」
- 2016年 - サックス四重奏のための「LIBERAL DANCES」
- 2017年 - Symphonic Suite “Hunter x Hunter”
- 2018年 - ピカレスク 〜丸山泰雄に捧ぐ〜
- 2019年 - 箏協奏曲「Fukuyama Fantasia」
- 2022年 - ハープとコントラバスのための「Elegy」

## 音楽担当作品（編曲）

### アニメ
- 2003年 - AVENGER
- 2004年 - マリア様がみてる
- 2006年 - .hack//Roots
- 2007年 - 怪物王女

### ゲーム
- 2006年 - ダージュ オブ ケルベロス ファイナルファンタジーVII
- 2009年 - ファイナルファンタジーXIII
- 2010年 - バイオハザード ダークサイド・クロニクルズ

## 楽曲提供

### 作編曲
- 2007年 - 柴咲コウ「-toi toi-」（アルバム「嬉々♥」収録。作曲・編曲）
- 2016年 - 佐藤祐介「アンリミテッド」（アルバム。全作曲・編曲）
- 2018年 - 福井健太「サン・ナルシソ・カプリッチオ」「舞姫」「ラグ・シミュレーション２」（アルバム「シュール・サクソフォニズム」収録。作曲・編曲）

### 編曲
- 2004年 - 柴咲コウ「輝石」（ストリングスアレンジ。アルバム「蜜」収録）
- 2010年 - 茉奈 佳奈 「fragile」「オリビアを聴きながら」（カバーアルバム「ふたりうた3」収録）